# Греция на летних Олимпийских играх 1928
Греция на Летних Олимпийских играх 1928 года в Амстердаме была представлена 23 атлетами, выступавшими в соревнованиях по боксу, вольной и греко-римской борьбе, фехтованию и лёгкой атлетике. В соревнованиях среди женщин греческие спортсменки не участвовали. Представители страны призёрами ни в одном из видов программы не становились. Самым молодым атлетом в команде стал спринтер Ренос Франгудис (19 лет 153 дня), самым возрастным — Георгиос Захаропулос (30 лет 216 дней).

## Результаты соревнований

### Бокс
Спортсменов — 2
| Весовая категория             | Спортсмен       | Первый раунд       | Второй раунд         | Четвертьфинал        | Полуфинал            | Финал                | Место |
| Весовая категория             | Спортсмен       | Соперник Результат | Соперник Результат   | Соперник Результат   | Соперник Результат   | Соперник Результат   | Место |
| ----------------------------- | --------------- | ------------------ | -------------------- | -------------------- | -------------------- | -------------------- | ----- |
| Наилегчайший вес (до 50,8 кг) | Николаос Фексис | Хосе Турра В       | Альфредо Гаона П     | Завершил выступление | Завершил выступление | Завершил выступление | 9     |
| Средний вес (до 72,6 кг)      | Георгиос Кладис | Альберт Ляйдманн П | Завершил выступление | Завершил выступление | Завершил выступление | Завершил выступление | 17    |

### Борьба
Спортсменов — 3
Вольная борьба
| Соревнование               | Спортсмены       | Первый раунд       | Второй раунд         | Третий раунд         | Четвёртый раунд      | Пятый раунд          | Шестой раунд         | Седьмой раунд        | Место |
| Соревнование               | Спортсмены       | Соперник Результат | Соперник Результат   | Соперник Результат   | Соперник Результат   | Соперник Результат   | Соперник Результат   | Соперник Результат   | Место |
| -------------------------- | ---------------- | ------------------ | -------------------- | -------------------- | -------------------- | -------------------- | -------------------- | -------------------- | ----- |
| Полусредний вес (до 72 кг) | Теофилос Томазос | Альфред Пракс П    | Завершил выступление | Завершил выступление | Завершил выступление | Завершил выступление | Завершил выступление | Завершил выступление | 10    |

Греко-римская борьба
| Соревнование             | Спортсмены        | Первый раунд                 | Второй раунд         | Третий раунд         | Четвёртый раунд      | Пятый раунд          | Шестой раунд         | Седьмой раунд        | Место |
| Соревнование             | Спортсмены        | Соперник Результат           | Соперник Результат   | Соперник Результат   | Соперник Результат   | Соперник Результат   | Соперник Результат   | Соперник Результат   | Место |
| ------------------------ | ----------------- | ---------------------------- | -------------------- | -------------------- | -------------------- | -------------------- | -------------------- | -------------------- | ----- |
| Лёгчайший вес (до 58 кг) | Георгиос Зервинис | Эдён Зомбори П по очкам      | Завершил выступление | Завершил выступление | Завершил выступление | Завершил выступление | Завершил выступление | Завершил выступление | 19    |
| Лёгкий вес (до 67,5 кг)  | Василиос Павлидис | Харальд Петтерсон П по очкам | Тайяр Ялаз П броском | Завершил выступление | Завершил выступление | Завершил выступление | Завершил выступление | Завершил выступление | 13    |

### Лёгкая атлетика
Спортсменов — 14
| Дисциплина        | Спортсмен                                                               | Предварительный раунд | Предварительный раунд | Четвертьфиналы       | Четвертьфиналы       | Полуфиналы           | Полуфиналы           | Финал                 | Финал                 |
| Дисциплина        | Спортсмен                                                               | Результат             | Место                 | Результат            | Место                | Результат            | Место                | Результат             | Место                 |
| ----------------- | ----------------------------------------------------------------------- | --------------------- | --------------------- | -------------------- | -------------------- | -------------------- | -------------------- | --------------------- | --------------------- |
| 100 м             | Ангелос Ламбру                                                          | 11,4                  | 5                     | Завершил выступление | Завершил выступление | Завершил выступление | Завершил выступление | Завершил выступление  | Завершил выступление  |
| 100 м             | Константинос Петридис                                                   | неизвестен            | 5                     | Завершил выступление | Завершил выступление | Завершил выступление | Завершил выступление | Завершил выступление  | Завершил выступление  |
| 100 м             | Ренос Франгудис                                                         | неизвестен            | 6                     | Завершил выступление | Завершил выступление | Завершил выступление | Завершил выступление | Завершил выступление  | Завершил выступление  |
| 200 м             | Ангелос Ламбру                                                          | неизвестен            | 4                     | Завершил выступление | Завершил выступление | Завершил выступление | Завершил выступление | Завершил выступление  | Завершил выступление  |
| 200 м             | Ренос Франгудис                                                         | неизвестен            | 4                     | Завершил выступление | Завершил выступление | Завершил выступление | Завершил выступление | Завершил выступление  | Завершил выступление  |
| 400 м             | Вангелис Моиропулос                                                     | DNS                   | —                     | Завершил выступление | Завершил выступление | Завершил выступление | Завершил выступление | Завершил выступление  | Завершил выступление  |
| 400 м             | Василиос Ставринос                                                      | неизвестен            | 4                     | Завершил выступление | Завершил выступление | Завершил выступление | Завершил выступление | Завершил выступление  | Завершил выступление  |
| 800 м             | Григориос Георгакопулос                                                 | DNS                   | —                     | Завершил выступление | Завершил выступление | Завершил выступление | Завершил выступление | Завершил выступление  | Завершил выступление  |
| 800 м             | Антониос Мангос                                                         | неизвестен            | 7                     | Завершил выступление | Завершил выступление | Завершил выступление | Завершил выступление | Завершил выступление  | Завершил выступление  |
| 800 м             | Василиос Ставринос                                                      | неизвестен            | 6                     | Завершил выступление | Завершил выступление | Завершил выступление | Завершил выступление | Завершил выступление  | Завершил выступление  |
| 1500 м            | Григориос Георгакопулос                                                 |                       |                       |                      |                      | DNS                  | —                    | Завершил выступление  | Завершил выступление  |
| 1500 м            | Антониос Мангос                                                         |                       |                       |                      |                      | DNS                  | —                    | Завершил выступление  | Завершил выступление  |
| 1500 м            | Андреас Паурис                                                          |                       |                       |                      |                      | DNS                  | —                    | Завершил выступление  | Завершил выступление  |
| 5 000 м           | Андреас Паурис                                                          |                       |                       |                      |                      | неизвестен           | 9                    | Завершил выступление  | Завершил выступление  |
| 110 м с барьерами | Вангелис Моиропулос                                                     |                       |                       | 15.6                 | 4                    | Завершил выступление | Завершил выступление | Завершил выступление  | Завершил выступление  |
| 400 м с барьерами | Вангелис Моиропулос                                                     |                       |                       | DNS                  | —                    | Завершил выступление | Завершил выступление | Завершил выступление  | Завершил выступление  |
| Прыжки в высоту   | Антониос Кариофилис                                                     |                       |                       |                      |                      | 1.77                 | 19                   | Завершил выступление  | Завершил выступление  |
| Прыжки в высоту   | Иоаннис Кариофилис                                                      |                       |                       |                      |                      | 1.77                 | 19                   | Завершил выступление  | Завершил выступление  |
| Прыжки в длину    | Константинос Петридис                                                   |                       |                       |                      |                      | 6.63                 | 29                   | Завершил выступление  | Завершил выступление  |
| Тройной прыжок    | Константинос Петридис                                                   |                       |                       |                      |                      | 13.83                | 17                   | Завершил выступление  | Завершил выступление  |
| Прыжки с шестом   | Стелиос Бенардис                                                        |                       |                       |                      |                      | 3.30                 | 14                   | Завершил выступление  | Завершил выступление  |
| Прыжки с шестом   | Аргирис Караяннис                                                       |                       |                       |                      |                      | —                    | —                    | Завершил выступление  | Завершил выступление  |
| Метание копья     | Георгиос Захаропулос                                                    |                       |                       |                      |                      | 55.50                | 20                   | Завершил выступление  | Завершил выступление  |
| Метание диска     | Димитриос Карабатис                                                     |                       |                       |                      |                      | 31.87                | 34                   | Завершил выступление  | Завершил выступление  |
| Толкание ядра     | Димитриос Карабатис                                                     |                       |                       |                      |                      | 12.98                | 15                   | Завершил выступление  | Завершил выступление  |
| Десятиборье       | Стелиос Бенардис                                                        |                       |                       |                      |                      |                      |                      | 6149.91               | 20                    |
| Эстафета 4×400 м  | Стелиос Бенардис Вангелис Моиропулос Василиос Ставринос Ренос Франгудис |                       |                       |                      |                      | неизвестно           | 6                    | Завершили выступление | Завершили выступление |

### Фехтование
Спортсменов — 5
| Соревнование          | Спортсмены                                                                                             | Первый раунд | Четвертьфинал | Полуфинал             | Финал                 | Место |
| Соревнование          | Спортсмены                                                                                             | Результат | Результат | Результат             | Результат             | Место |
| --------------------- | --- | --- | --- | --------------------- | --------------------- | ----- |
| Индивидуальная рапира | Константинос Ботасис                                                                                   | Люсьен Годен П 0:5 Джозеф Левис П 2:5 Эжен Эмпейта П 2:5 Денис Пирс П 3:5 Фриц Газзера В 5:4                                                        | Завершил выступление | Завершил выступление  | Завершил выступление  |       |
| Индивидуальная рапира | Константинос Николопулос                                                                               | Уго Пиньотти П 0:5 Оскар Виньяр П 3:5 Пьер Пеше П 2:5 Пауль Кунце П 1:5 Себастиан Эредия П 3:5 Джон Альбаре П 0:5 Роберт Монтгомери В 5:3           | Завершил выступление | Завершил выступление  | Завершил выступление  | —     |
| Индивидуальная шпага  | Георгиос Амбет                                                                                         | Люсьен Годен П Эдуард Фиттинг П Шарль Дельпорт П Теодор Фишер П Фредерику Паредеш П Дан Георгиу П Эли Адда П Берти Чайлдс В Хосе Ллауро В           | Завершил выступление | Завершил выступление  | Завершил выступление  | —     |
| Индивидуальная шпага  | Константинос Бембис                                                                                    | Леон Том П Арман Массар П Рэзван Пенеску П Петер Райфельт П Аллен Милнер П Оскар Мартинес В Ян Чернохорский В Адрианус де Йонг В Фритьоф Лоренцен В | Завершил выступление | Завершил выступление  | Завершил выступление  | —     |
| Индивидуальная шпага  | Трифон Триантафилакос                                                                                  | Жорж Бюшар П Анри Жаке П Мартин Холт П Йозеф Юнгманн В Томас Гойоага В Димитар Василер В Лаури Кеттунен В Педро Меркадо П                           | Леон Том П Жорж Бюшар П Аллен Милнер П Нильс Хельстен П Йожеф Ради П Йозеф Юнгманн П Эдуард Фиттинг П Йенс Бертельсен В Паулу Леал В Берти Чайлдс В Теодор Фишер В | Завершил выступление  | Завершил выступление  | —     |
| Командная шпага       | Георгиос Амбет Константинос Бембис Константинос Ботасис Константинос Николопулос Трифон Триантафилакос | Франция П 4:12 Чехословакия П 4:10 | Завершили выступление | Завершили выступление | Завершили выступление | —     |
| Командная сабля       | Георгиос Амбет Константинос Ботасис Константинос Николопулос Трифон Триантафилакос                     | Франция П 3:13 Италия П 0:16 | Завершили выступление | Завершили выступление | Завершили выступление | —     |